# Vivre pour la raconter

Vivre pour la raconter est l'autobiographie de Gabriel García Márquez publiée en 2002,,.